# Campeonato Mundial de Atletismo Sub-20 de 2016 - Decatlo masculino
A prova do decatlo masculino do Campeonato Mundial de Atletismo Sub-20 de 2016 ocorreu entre os dias 19 e 20 de julho em Bydgoszcz, na Polônia. 

## Recordes
Antes desta competição, os recordes mundiais e do campeonato nesta prova eram os seguintes:
|     | Nome         | Nacionalidade     | Pontos | Local    | Data                |
| --- | ------------ | ----------------- | ------ | -------- | ------------------- |
| WJR | Torsten Voss | Alemanha Oriental | 8397   | Erfurt   | 7 de julho de 1982  |
| CR  | Jiří Sýkora  | Chéquia           | 8135   | Eugene   | 23 de julho de 2014 |
| WJL | Jan Ruhrmann | Alemanha          | 7972   | Marburgo | 12 de maio de 2016  |

Os seguintes recordes mundiais ou do campeonato foram estabelecidos durante esta competição: 
| Data        | Evento | Nome        | Nacionalidade | Pontos | Notas                 |
| ----------- | ------ | ----------- | ------------- | ------ | --------------------- |
| 20 de julho | Final  | Niklas Kaul | Alemanha      | 8162   | Recorde do campeonato |

## Medalhistas
| Ouro              | Prata                   | Bronze             |
| Niklas Kaul (DEU) | Maksim Andraloits (BLR) | Johannes Erm (EST) |

## Cronograma
Todos os horários são locais (UTC+1).
| Data        | Hora  | Evento                   |
| ----------- | ----- | ------------------------ |
| 19 de julho | 09:30 | 100 metros rasos         |
| 19 de julho | 10:20 | Salto em distância       |
| 19 de julho | 12:10 | Arremesso de peso        |
| 19 de julho | 17:15 | Salto em altura          |
| 19 de julho | 20:05 | 400 metros rasos         |
| 20 de julho | 09:30 | 110 metros com barreiras |
| 20 de julho | 10:20 | Arremesso de disco       |
| 20 de julho | 13:05 | Salto com vara           |
| 20 de julho | 18:00 | Lançamento de dardo      |
| 20 de julho | 21:00 | 1500 metros rasos        |

## Resultados
| Posição           | Atleta                    | Nacionalidade  | 100 m | SD   | AP    | SA   | 400 m | 110 m | AD    | SV   | LD    | 1500 m  | Pontos | Notas                 |
| ----------------- | ------------------------- | -------------- | ----- | ---- | ----- | ---- | ----- | ----- | ----- | ---- | ----- | ------- | ------ | --------------------- |
| Medalha de ouro   | Niklas Kaul               | Alemanha       | 11.52 | 6.79 | 14.80 | 2.10 | 49.69 | 14.72 | 41.80 | 4.80 | 71.59 | 4:21.70 | 8162   | Recorde do campeonato |
| Medalha de prata  | Maksim Andraloits         | Bielorrússia   | 10.97 | 7.20 | 15.00 | 2.04 | 49.33 | 13.95 | 48.62 | 4.60 | 48.79 | 4:43.65 | 8046   | NJR                   |
| Medalha de bronze | Johannes Erm              | Estónia        | 11.06 | 7.42 | 13.44 | 1.92 | 48.17 | 14.66 | 43.61 | 4.50 | 54.19 | 4:28.96 | 7879   | NJR                   |
| 4                 | Santiago Ford             | Cuba           | 11.40 | 7.05 | 13.09 | 1.95 | 50.09 | 14.20 | 51.67 | 4.00 | 63.57 | 4:34.54 | 7819   |                       |
| 5                 | Toralv Opsal              | Noruega        | 11.30 | 7.11 | 13.73 | 1.98 | 49.17 | 14.66 | 43.08 | 4.70 | 50.23 | 4:21.61 | 7815   | NJR                   |
| 6                 | Jan Ruhrmann              | Alemanha       | 11.29 | 6.78 | 15.83 | 1.98 | 49.61 | 15.11 | 45.95 | 4.30 | 56.72 | 4:27.10 | 7795   |                       |
| 7                 | Rik Taam                  | Países Baixos  | 10.81 | 6.78 | 15.22 | 1.92 | 48.96 | 14.02 | 39.42 | 4.00 | 53.06 | 4:27.51 | 7699   |                       |
| 8                 | Cale Wagner               | Estados Unidos | 10.94 | 7.29 | 13.20 | 1.95 | 49.52 | 14.93 | 37.27 | 4.20 | 52.84 | 4:35.67 | 7510   |                       |
| 9                 | Tristan Freyr Jónsson     | Islândia       | 10.91 | 6.89 | 12.56 | 1.95 | 49.06 | 14.19 | 41.41 | 4.30 | 51.51 | 4:55.32 | 7468   | NJR                   |
| 10                | Rody de Wolff             | Países Baixos  | 11.40 | 6.69 | 15.57 | 1.89 | 51.82 | 14.93 | 51.44 | 4.10 | 56.75 | 4:56.23 | 7468   | Recorde pessoal       |
| 11                | Hans-Christian Hausenberg | Estónia        | 10.98 | 7.16 | 13.94 | 1.86 | 50.80 | 14.46 | 41.58 | 4.60 | 55.96 | 5:31.70 | 7370   |                       |
| 12                | Dimitri Montilla          | Bélgica        | 11.49 | 6.87 | 13.19 | 1.98 | 51.17 | 14.50 | 42.34 | 4.60 | 42.70 | 4:47.24 | 7292   | Recorde pessoal       |
| 13                | Ludovic Besson            | França         | 11.22 | 6.83 | 15.95 | 1.83 | 51.06 | 14.76 | 44.03 | 4.20 | 51.42 | 5:06.62 | 7284   |                       |
| 14                | Alessandro Van De Sande   | Bélgica        | 11.15 | 6.64 | 14.05 | 1.95 | 50.31 | 14.64 | 38.73 | 4.30 | 47.91 | 4:46.30 | 7279   |                       |
| 15                | Patryk Baran              | Polónia        | 11.24 | 6.95 | 13.69 | 2.01 | 51.92 | 14.54 | 35.12 | 4.40 | 50.35 | 4:58.58 | 7225   |                       |
| 16                | Clément Foucat            | França         | 11.32 | 6.84 | 11.77 | 1.83 | 50.44 | 15.32 | 41.48 | 4.50 | 46.12 | 4:24.11 | 7187   |                       |
| 17                | Tuomas Valle              | Finlândia      | 11.36 | 6.75 | 14.41 | 1.86 | 52.12 | 14.51 | 48.18 | 4.00 | 57.23 | 5:27.56 | 7155   |                       |
| 18                | Alec Diamond              | Austrália      | 11.35 | 6.67 | 14.97 | 1.89 | 55.06 | 15.08 | 51.16 | 3.80 | 52.72 | 4:57.21 | 7111   |                       |
| 19                | Ondrej Kopecký            | Chéquia        | 11.39 | 6.59 | 13.61 | 1.89 | 51.26 | 14.76 | 36.30 | 4.70 | 43.72 | 4:51.14 | 7056   |                       |
| 20                | Sebastian Ruthström       | Suécia         | 11.72 | 6.59 | 13.05 | 1.92 | 52.27 | 15.09 | 41.25 | 4.30 | 48.54 | 4:56.05 | 6920   |                       |
| 21                | Víctor Pastor             | Espanha        | 11.74 | 6.15 | 12.20 | 1.83 | 52.27 | 15.74 | 41.27 | 4.60 | 53.82 | 4:57.66 | 6767   |                       |
| 22                | Nathaniel Mechler         | Canadá         | 11.11 | 7.01 | 12.31 | 1.98 | DQ    | 14.47 | 36.10 | 4.50 | 48.66 | 4:23.81 | 6678   |                       |
| 24                | Rafael Nogueras           | Cuba           | 11.05 | 7.24 | 12.99 | 1.86 | 49.66 | 14.13 | NM    | DNS  | –     | –       | DNF    |                       |

Legenda
| Recorde mundial       | Recorde mundial (World record)               |                       | Recorde africano                      | Recorde africano (African) |                                           | Q | Classificado por posição (Qualified) |
| Recorde do campeonato | Recorde do campeonato (Championship record)  | Recorde da América    | Recorde da América (Americas)         | q                          | Classificado por melhor tempo (Qualified) |   |                                      |
| Melhor marca do ano   | Melhor marca do ano (World leading)          | Recorde asiático      | Recorde asiático (Asian)              | DNS                        | Não largou (Did not start)                |   |                                      |
| Recorde nacional      | Recorde nacional (National record)           | Recorde europeu       | Recorde europeu (European)            | DNF                        | Não terminou (Did not finish)             |   |                                      |
| Recorde pessoal       | Recorde pessoal do atleta (Personal best)    | Recorde da Oceania    | Recorde da Oceania (Oceania)          | DSQ / DQ                   | Desclassificado (Disqualified)            |   |                                      |
| Recorde da temporada  | Recorde da temporada do atleta (Season best) | Recorde sul-americano | Recorde sul-americano (South America) | NM                         | Sem marca (No mark)                       |   |                                      |